# アルヴァル・グルストランド
アルヴァル・グルストランド（Allvar Gullstrand 1862年6月5日（ランズクルーナ）– 1930年7月28日（ストックホルム）は、スウェーデンの眼科医。
彼は1894年から1927年まで、ウプサラ大学の眼科学及び光学の教授であった。彼は視像と目の中での光の屈折の研究に物理数学的な方法を利用した。この結果、彼は1911年にノーベル生理学・医学賞を受賞した。
さらに乱視についての研究と検眼鏡や白内障治療に用いる矯正レンズの強化で知られる。
死後、ストックホルムのNorra begravningsplatsenに埋葬された。